# Jeu électronique
 (octobre 2019).
Si vous disposez d'ouvrages ou d'articles de référence ou si vous connaissez des sites web de qualité traitant du thème abordé ici, merci de compléter l'article en donnant les références utiles à sa vérifiabilité et en les liant à la section « Notes et références ».

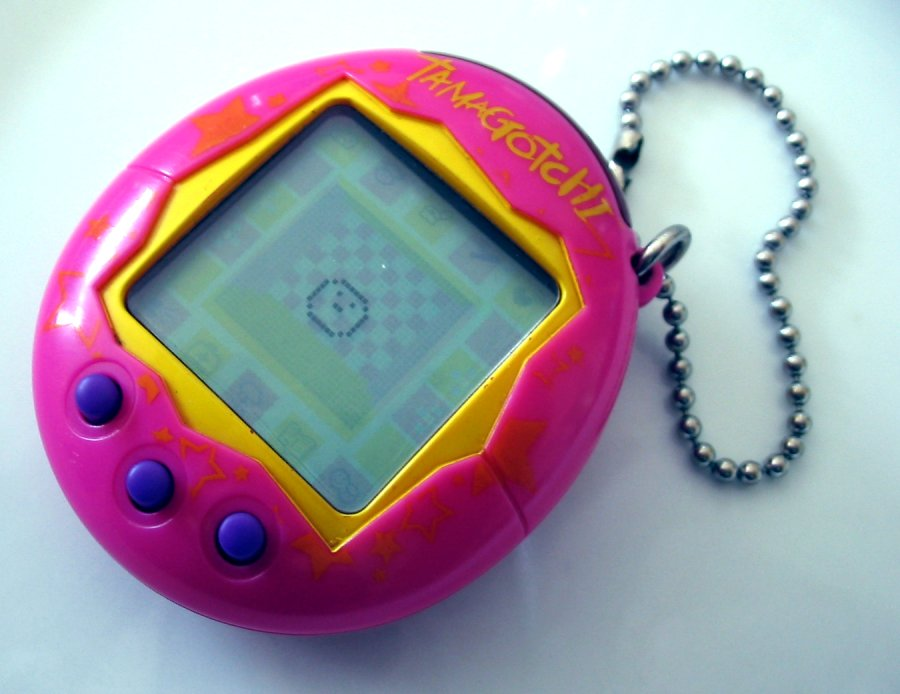
Jeu électronique japonais simulant un animal virtuel : Tamagotchi.

Les jeux électroniques ou jouets électroniques sont des jeux qui utilisent des composants électroniques (comme des circuits imprimés) pour fournir l'amusement. Les plus connus sont les jeux vidéo.

## Jeu électronique portable
Parmi les plus célèbres :
- la Game & Watch, une collection de jeux électronique de la marque Nintendo ;
- les Tamagotchi, animaux virtuels de la firme Bandai.